# Hawthorne Heights
Hawthorne Heights es una banda de post-hardcore/pop-punk formada en Dayton, Ohio, Estados Unidos en junio de 2001. Originariamente la agrupación se llamó A Day in the Life.
A mediados del mes de noviembre de 2007 se produjo el trágico fallecimiento de Casey Calvert a los 25 años de edad. El suceso tuvo lugar en el autocar del grupo, que estaba aparcado a la salida de la sala de conciertos 9:30 de Washington.

## Historia
La banda comenzó en 2001 con el nombre de A Day in the Life, nombre basado en la famosa canción de los Beatles, "A Day in the Life". Lanzan en ese año Nine Reasons to Say Goodbye, su primer álbum, y un EP en 2003, Paper Chromotography: The Fade From Dark To Light. En ese año, la banda se renombra al actual Hawthorne Heights.
Tras el relativo éxito logrado en su anterior etapa, la banda firma por Victory Records para grabar su primer álbum como Hawthorne Heights, The Silence in Black and White, que incluía sus éxitos "Niki FM" y "Ohio Is for Lovers". El álbum logra el puesto 56 del Billboard de 2004.
El 28 de febrero de 2006 la banda lanza If Only You Were Lonely, segundo álbum, con el adelanto de "Saying Sorry", su primer sencillo, que disfruta de bastante difusión en MTV, MTV2 y VH1."If only You Were Lonely" llegó a ser certificado un álbum oro y llegó a puesto número 3 en Billboard 200.

### Muerte De Casey Calvert
Después, llegó el fatal 24 de noviembre de 2007, donde la banda se encontraba en Washington D. C. en un tour con Escape The Fate, Amber Pacific, The Secret Handshake y The A.K.A.'s. Casey Calvert, guitarrista de HH, fue encontrado muerto en el autobús del grupo, que se encontraba a la salida del club 9:30 de la capital estadounidense. Las versiones oficiales informaron que el joven murió mientras dormía y su cuerpo fue descubierto tras las pruebas de sonido de la banda. Los integrantes de HH realizaron inmediatamente un comunicado oficial advirtiendo que Calvert, de 25 años de edad, no hizo ni tomó nada ilegal.
Sin embargo, la autopsia posterior informó que el guitarrista murió de una sobredosis accidental. Calvert se encontraba bajo una profunda depresión y su muerte se debió a una accidental y errónea combinación de opiáceo, clonazepam y citalopram, antidepresivo y utilizado en crisis de ansiedad.
Hawthorne Heights produjo un tercer álbum llamado Fragile Future, con los sencillos "Rescue Me" y "Somewhere in Between".
Hawthorne Heights anuncio en su página de web, que están trabajando en su cuarto álbum y oficialmente han firmado con el label Wind-Up. El nuevo álbum no tendrá un nuevo miembro pero si tendría un nuevo corista.

### Skeletons
A lo largo de los meses de marzo, abril y mayo de 2010, Hawthorne Heights fue revelando nuevos datos sobre el que iba a ser su nuevo álbum: Skeletons. Este álbum saldrá el 1 de junio de 2010 y contará con las canciones:

## Discografía
- The Silence in Black and White (2004)
- If Only You Were Lonely (2006)
- Fragile Future (2008)
- Skeletons (2010)
- Zero (2013)
- The Silence in Black and White Acoustic (2014)
- Bad Frequencies (2018)
- The Rain Just Follows Me (2021)
- If Only You Were Lonely XV (2023)

## Miembros

### Actuales
- J.T. Woodruff: Cantante/guitarra
- Micah Carli: guitarra
- Matt Ridenour: Bajo y voces secundarias
- Eron Bucciarelli: Batería

### En el pasado
- Casey Calvert: guitarra/Coros (fallecido)